# زیندلناسپیتز
زیندلناسپیتز (به لاتین: Zindlenspitz) یک کوه در سوئیس است که در کانتون گلاروس واقع شده‌است. زیندلناسپیتز ۲٬۰۹۷ متر بالاتر از سطح دریا واقع شده‌است.